# Summer Breeze Open Air
Summer Breeze Open Air is een jaarlijks terugkerend Duits rock- en heavymetalfestival, waarvan de eerste editie in 1997 werd gehouden. Tot en met 2006 vond het festival plaats in Abtsgmünd, maar sindsdien wordt het in Dinkelsbühl georganiseerd. Summer Breeze trekt jaarlijks zo'n 45.000 bezoekers en is daarmee een van de grootste metalfestivals van Duitsland.
In 2022 werd voor het eerst een editie in Brazilië georganiseerd onder de naam Summer Breeze Open Air Brazil.
In 2024 wordt het 25e jubileum gevierd.